# Francesc Alcalá i Llorente
Francesc Alcalá i Llorente (València, 4 de maig de 1908 - ?) fou un economista i escriptor valencià, renebot de Teodor Llorente i Olivares. De família de comerciants, treballa a l'Escola d'Alts Estudis Mercantils de València i després com a funcionari del Banco de Bilbao a Madrid i València de 1926 a 1936.
Políticament participà en la fundació d'Esquerra Valenciana. Durant la guerra civil espanyola treballà com a delegat del Consell Superior Tutelar de Menors del Ministeri de Justícia i (1936) i com oficial al Centre d'Organització Permanent de les Tropes d'Intendència de l'Exèrcit Popular de la República (1938). A les acaballes de la guerra fou delegat a Perpinyà per al Comitée d'Accueil aux Enfants Espagnols i delegat a París del Servei d'Evacuació de Refugiats Espanyols (SERE) el 1939.
Cap al 1942 marxà cap a Mèxic en el vaixell Nyassa amb la seva esposa Pilar Escolano, i al cap d'uns anys es naturalitzà. Allí treballà com a auditor del Banco Continental i com a gerent de la Compañía Mexicana de Seguros La Metropolitana i del Banco Industrial del Estado de México.
Va mantenir contactes amb la Comunitat Catalana de Mèxic i col·laborà en Quaderns de l'Exili. També va escriure poemes en català que foren publicats traduïts al castellà en els llibres Evocación de Valencia i Exilio publicats per l'Editorial Mediterrani, del Casal Valencià de Mèxic, del que en fou un dels fundadors el 1942 i president durant els anys 1990.